# 青野正和
青野 正和（あおの まさかず、1944年 - ）は、日本の材料工学者、物理化学者。工学博士（東京大学）。
現在、国立研究開発法人 物質・材料研究機構 国際ナノアーキテクトニクス研究拠点 （WPI-MANA）のエグゼクティブアドバイザー。

## 経歴
東京大学大学院にて学位取得後、無機材質研究所、理化学研究所、物質・材料研究機構などでナノテクノロジーを先導する研究を推進。その間、大阪大学、国立台湾大学などで後進の指導にもあたる。
同軸型直衝突イオン散乱分光法（CAICISS: Co-Axial Impact Collision Ion Spectroscopy）を開発し、固体表面の構造と組成の定量解析技術の発展に大きな貢献を果たした。
また、ナノテクノロジー研究の創成期に、世界発となる原子操作プロジェクト、ERATO 青野 原子制御表面プロジェクト（ERATO Aono Atomcraft Project、1989 - 1994）を新技術開発事業団（現、科学技術振興機構）の支援により発足。
無機材質研究所、理化学研究所、物質・材料研究機構において、一貫して原子スケール～ナノスケールの材料科学とその発展のために必要な新しい計測手法・解析手法の開発に取り組む。
その他、高温超電導体による脳磁界計測用磁気シールド装置の開発、原子スイッチの開発など数多くの業績を上げている。2010年ファインマン賞受賞。2017年つくば賞受賞。